# Wolfenstein: Enemy Territory
Wolfenstein: Enemy Territory — відеогра, безкоштовний мультиплеєрний шутер від першої особи, пов'язаний з всесвітом Wolfenstein. Розроблений шведською компанією MachineGames і виданий Bethesda Softworks. Спочатку планувався як доповнення до гри Return to Castle Wolfenstein, але пізніше, через проблеми з одно користувацьким режимом, був випущений як повноцінна гра 29 травня 2003 року. В січні наступного року був наданий доступ до вихідного коду гри, щоб розробники модифікацій змогли зробити гру популярнішою та покращити її.

## Ігровий процес
В грі проходить сутичка між двома ворогуючими командами — Країни Осі під прапором Третього Рейху та Союзники під прапором США.
Головна ціль гри є знищення цілей або захист їх. Ролі команд будуть мінятися від захисту до атаки протягом гри. Також на карті будуть декілька додаткових цілей, за знищення яких теж буде нараховуватися досвід. При досягненні якоїсь кількості досвіду гравець зможе покращити клас свого персонажа на час одної кампанії. Одна кампанія складається приблизно з 6 карт.

## Класи
Існує п'ять класів:
- Солдат — тяжка зброя. При використанні цього класу гравець отримує: Автомат(MP-40 або Thompson), кулемет(MG-42), міномет, панцерфауст, вогнемет. При прокачуванні класу гравець отримає можливість бігу з тяжкою зброєю.
- Розвідник — можливість одягти уніформу вбитого противника. Зброя: FG-42, STEN, снайперська гвинтівка (Gewehr 43 або M1 Garand). Також є доступ до гранати та димової шашки.
- Інженер — можливість будувати оборонні споруди, ставити міни, ремонтувати техніку. Зброя: Автомат(Gewehr 43 або M1 Garand), гвинтівкова граната.
- Медик — лікує союзників з допомогою аптечок та повертає до життя з допомогою шприца.
- Артилерист — надає команді боєприпаси, має можливість викликати артилерійський обстріл з допомогою бінокля.